# Magdalena Młochowska
Magdalena Wiktoria Młochowska z domu Wilamowska (ur. 25 listopada 1982 w Warszawie) – polska urzędniczka państwowa i samorządowa, w latach 2012–2015 podsekretarz stanu w Ministerstwie Administracji i Cyfryzacji.

## Życiorys
Ukończyła XI Liceum Ogólnokształcące im. Mikołaja Reja w Warszawie. Jest absolwentką dwóch kierunków studiów magisterskich na Uniwersytecie Warszawskim: gospodarki przestrzennej oraz ochrony środowiska. Przed nominacją ministerialną pracowała na Wydziale Geografii i Studiów Regionalnych UW, w Ośrodku Przetwarzania Informacji oraz w Wojewódzkim Urzędzie Pracy w Krakowie.
2 lutego 2012 premier Donald Tusk mianował ją podsekretarzem stanu w Ministerstwa Administracji i Cyfryzacji. W ministerstwie odpowiadała przede wszystkim za kwestie samorządu terytorialnego, koordynowała też udział MAiC w uzgodnieniach międzyresortowych. Podlegały jej również służby prawne ministerstwa oraz część zagadnień budżetowych. Zakończyła urzędowanie w listopadzie 2015
W 2016 objęła funkcję pełnomocniczki prezydenta Warszawy do spraw rozwiązywania problemów lokatorów. Kierowała też Biurem Polityki Lokalowej, a w 2021 została dyrektorką koordynatorką ds. zielonej Warszawy. Weszła również w skład rad nadzorczych Miejskiego Przedsiębiorstwa Realizacji Inwestycji  oraz Miejskich Zakładów Autobusowych. 